# Georg Ostrogorsky
Georg Ostrogorsky (Георгий Александрович Острогорский, 1902. január 19. Szentpétervár – 1976. október 24. Belgrád) orosz származású, túlnyomórészt Jugoszláviában élő és alkotó bizantinológus, történész, az athéni és bécsi Tudományos Akadémia levelező tagja, a Szerb Tudományos Akadémia rendes tagja. 1969-ben megválasztották a legtekintélyesebb amerikai tudományos társaság, az American Academy of Arts and Sciences tagjává.

## Élete
Középiskoláit a szentpétervári klasszikus gimnáziumban végezte. Családja az 1917-es októberi orosz forradalom után Finnországba emigrált. Tanulmányait Németországban végezte (Heidelberg), 1925-ben doktorált. Tanárai között nagy hatással volt rá Karl Jaspers, Heinrich Rickert, Alfred Weber, Ludwig Curtius, valamint a fiatal Percy Ernst Schramm, akivel jó barátságba került. Közben Párizsban 1921-1925 között bizantinológiát is hallgatott. Disszertációját a bizánci közgazdaságtanból írta. 1928-tól 1933-ig a breslaui egyetem adjunktusa volt. Innen Prágába távozott, majd Belgrádban telepedett le. Belgrádban 1933-tól negyven éven át tanított bizantinológiát. 1948-ban megalapította és élethossziglani elnöke lett a Szerb Tudományos Akadémia bizantinológiai intézetének, ami a tudományág egyik nemzetközi központja lett Párizs, München és a washingtoni Dumbarton Oaks mellett. Akkor is hűséges maradt választott hazájához, amikor a későbbi évtizedekben vezető amerikai és a szovjet intézetektől kapott meghívásokat. Bizánc történetén belül különös érdeklődéssel fordult a gazdasági kérdések felé. 1973-ban vonult nyugdíjba. Utódja a jugoszláv bizantinológia élén Božidar Ferjančić lett.

## Művei
Legfőbb műve a bizánci állam átfogó története, amit németül írt és három német kiadásban jelent meg (1940, 1952, 1963), továbbá angolul két angliai és két egyesült államokbeli kiadásban, valamint további tíz nyelvre lefordították. A könyv évtizedeken keresztül a nemzetközi bizantinológiai irodalom alapművének számított, hatalmas tudományos apparátussal, rendkívül gazdag görög, latin, angol, német, francia, orosz és számos más szláv nyelvű forrásjegyzékkel. A mű eddig egyetlen magyar kiadása, A bizánci állam története az 1965-ös müncheni kiadás alapján készült, de az ebben alkalmazott magyar átírás erősen vitatható, nem felel meg az akadémiai, és a magyar Wikipédiában is elfogadott módszernek.

## Magyarul
- A bizánci állam története; ford. Magyar István Lénárd, Németh Ferdinánd, Prohászka Péter; Osiris, Bp., 2001 (Osiris tankönyvek)

## Fordítás
- Ez a szócikk részben vagy egészben  a   George Ostrogorsky című angol Wikipédia-szócikk fordításán alapul.  Az eredeti cikk szerkesztőit annak laptörténete sorolja fel. Ez a jelzés csupán a megfogalmazás eredetét és a szerzői jogokat jelzi, nem szolgál a cikkben szereplő információk forrásmegjelöléseként.
- Ez a szócikk részben vagy egészben  a   Georg Ostrogorsky című német Wikipédia-szócikk fordításán alapul.  Az eredeti cikk szerkesztőit annak laptörténete sorolja fel. Ez a jelzés csupán a megfogalmazás eredetét és a szerzői jogokat jelzi, nem szolgál a cikkben szereplő információk forrásmegjelöléseként.